# Полача
Полача (хорв. Polača) — населений пункт і громада в Задарській жупанії Хорватії.

## Населення
Населення громади за даними перепису 2011 року становило 1 468 осіб. Населення самого поселення становило 1 057 осіб.
Динаміка чисельності населення громади:
Динаміка чисельності населення центру громади:

## Населені пункти
Крім поселення Полача, до громади також входять: 
- Доня Загодня
- Горня Загодня
- Какма

## Клімат
Середня річна температура становить 14,37 °C, середня максимальна – 28,70 °C, а середня мінімальна – 0,56 °C. Середня річна кількість опадів – 844 мм.
| Клімат поселення                              | Клімат поселення | Клімат поселення | Клімат поселення | Клімат поселення | Клімат поселення | Клімат поселення | Клімат поселення | Клімат поселення | Клімат поселення | Клімат поселення | Клімат поселення | Клімат поселення | Клімат поселення |
| Показник                                      | Січ.             | Лют.             | Бер.             | Квіт.            | Трав.            | Черв.            | Лип.             | Серп.            | Вер.             | Жовт.            | Лист.            | Груд.            |                  |
| Середній максимум, °C                         | 10,58            | 11,66            | 14,28            | 17,36            | 22,26            | 26,18            | 28,70            | 28,30            | 24,35            | 20,07            | 14,35            | 11,16            |                  |
| Середня температура, °C                       | 5,56             | 6,65             | 9,27             | 12,35            | 17,24            | 21,18            | 24,24            | 23,84            | 19,88            | 15,64            | 9,88             | 6,70             |                  |
| Середній мінімум, °C                          | 0,56             | 1,64             | 4,25             | 7,35             | 12,23            | 16,16            | 19,79            | 19,39            | 15,42            | 11,15            | 5,43             | 2,24             |                  |
| Норма опадів, мм                              | 72               | 63               | 66               | 71               | 62               | 55               | 32               | 48               | 90               | 98               | 100              | 87               |                  |
| Середньомісячна швидкість вітру, м/с          | 2.39             | 2.56             | 2.76             | 2.67             | 2.34             | 2.15             | 2.17             | 2.02             | 2.16             | 2.25             | 2.70             | 2.62             |                  |
| Середньомісячна сонячна радіація, кДж/м²·день | 5093             | 7814             | 11512            | 16320            | 20514            | 22744            | 24325            | 21240            | 15741            | 9971             | 5538             | 4365             |                  |
| --------------------------------------------- | ---------------- | ---------------- | ---------------- | ---------------- | ---------------- | ---------------- | ---------------- | ---------------- | ---------------- | ---------------- | ---------------- | ---------------- | ---------------- |
| Джерело:                                      |                  |                  |                  |                  |                  |                  |                  |                  |                  |                  |                  |                  |                  |